# Aujeszkyho choroba
Aujeszkyho choroba (synonyma Pseudorabies, Mad itch = šílené svrbění) je celosvětově rozšířené virové onemocnění prasat, ale i dalších zvířat. Prase domácí a prase divoké figuruje jako přirozený hostitel a zároveň rezervoár viru v prostředí. U prasat se infekce charakterizuje postižením nervového aparátu a respiračního traktu, s vysokou mortalitou u selat. Pro ostatní hospodářská zvířata je nemoc vždy fatální a hlavním příznakem je úporné svědění. Aujeszkyho choroba u skotu, ovcí či psů se nápadně podobá vzteklině, není však přenosná na člověka.

## Historie

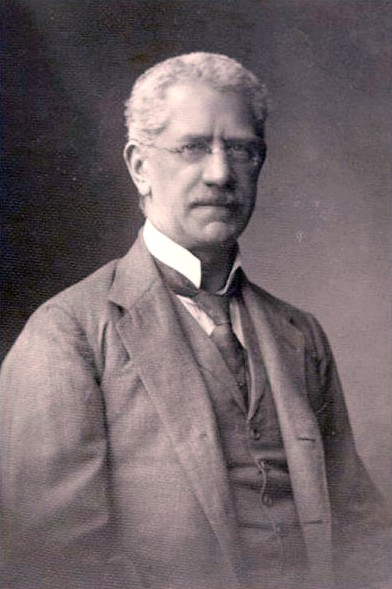
Aladár Aujeszky (1869-1933), maďarský veterinář, patolog a mikrobiolog

Již od roku 1813 byly v USA hlášeny případy sporadických úhynů skotu za příznaků úporného svědění. Nemoc byla proto pojmenována jako Mad itch neboli šílené svrbění. V roce 1902 maďarský veterinář Aladár Aujeszky poprvé izoloval původce nemoci z býka, psa a kočky a experimentálně infikoval prasata a králíky. Onemocnění u králíků bylo nerozlišitelné od vztekliny, a proto byla nemoc nazvána jako pseudorabies (= „pseudovzteklina“). Brzy poté bylo potvrzeno, že původcem je virus a že ten samý virus je příčinou onemocnění Mad itch u skotu v USA. Zatímco v Evropě převládá označení nemoci jako Aujeszkyho choroba podle jejího maďarského objevitele, v Severní Americe a zbytku světa převládá termín pseudorabies.

## Rozšíření
Aujeszkyho choroba se vyskytuje v Evropě, jihovýchodní Asii, Střední a Jižní Americe a v Mexiku. Země, ve kterých se podařilo toto onemocnění eliminovat (tzn. nevyskytuje se v populaci domácích prasat): USA, Kanada, Nový Zéland, Rakousko, Kypr, Česká republika, Německo, Dánsko, Finsko, Lucembursko, Nizozemsko, Slovinsko, Slovensko, Švédsko, Velká Británie.

## Původce
Aujeszkyho chorobu způsobuje DNA virus z čeledi Herpesviridae, konkrétně se jedná o prasečí herpesvirus 1 (herpesvirus suis 1 = SHV-1) častěji označovaný jako pseudorabies virus (PRV). Viriony jsou obalené a měří od 105 do 110 nm. Nukleokapsida virionu obsahuje 9 strukturálních proteinů. Existuje pouze jeden antigenní typ. Virus se dobře kultivuje na kulturách připravených z prasečích buněk ledvin za tvorby cytopatického efektu. V zevním prostředí je relativně odolný a délka přežívání závisí hlavně na teplotě a pH. V pH 6-8 při teplotě 25 stupňů přežívá 40 dnů. V mase uchovávaném v teplotě +4 až -20 stupňů zůstává virus aktivní 5-7 měsíců. Na běžné dezinfekční prostředky je středně citlivý.

## Vnímavé druhy
Přirozeným hostitelem viru Aujeszkyho choroby a jediným druhem, který přežívá infekci, je prase. Pouze tento druh zvířat se může stát latentním nosičem viru. Virem Aujeszkyho choroby se mohou nakazit téměř všechny druhy savců (skot, ovce, kozy, kočky, psi, norci,...) kromě člověka a primátů. Koně jsou infikováni vzácně.

## Přenos
Prasata v akutní fázi infekce vylučují virus v nosním sekretu, ve slinách, mléce, moči, vaginálních a prepuciálních sekretech a ve výkalech (přibližně 2 týdny). K přenosu dochází přímo - respiratorní či orální cestou, ale také prostřednictvím kontaminovaného krmiva, steliva, nástrojů apod. Možný je také pohlavní a transplacentární přenos. Druhy jiné než prasata se pravděpodobně nakazí při blízkém kontaktu s infikovanými prasaty, masožravé a všežravé druhy pak také pozřením kontaminovaného syrového masa.
Infikovaná prasata se po prodělání akutní infekce stávají latentními nosiči viru. Virus Aujeszkyho choroby přetrvává v trigeminálním (Gasserově) gangliu a po působení stresorů dochází k reaktivaci infekce. U divokých prasat bývá latentní virus zjišťován především v sakrálním gangliu.

## Klinické příznaky

### Domácí prasata
Sající selata
U této věkové kategorie je onemocnění nejzhoubnější. Nemocná selata mají horečku, těžce dýchají, nadměrně sliní, jsou apatická, mohou mít průjem či zvracet. Brzy se objevují příznaky postižení CNS: ataxie, nystagmus, záchvaty křečí, paralýza pánevních končetin, "psí posed". Selata do 24-36 h. obvykle uhynou.
Odstávčata a běhouni
Onemocnění u těchto zvířat probíhá benigněji, nejčastěji za příznaků postižení respiračního aparátu. Po prodromálních příznacích (horečka, skleslost, anorexie) se objevuje kašel, kýchání, konjunktivitida, dyspnoe, ovšem mohou se rozvinout i nervové příznaky, jako např. tremor svalstva, ataxie, tonicko-klonické křeče, ztráty rovnováhy, plovací pohyby.
Dospělá prasata
Infekce je mírná až inaparentní, převažují respirační poruchy. Při infekci březích prasnic dochází k resorbci embryí, abortům nebo porodu mrtvých či neživotaschopných mláďat. Kojící prasnice ztrácejí mléko.

### Divoká prasata
Infekce je obvykle asymptomatická.

### Skot, ovce a kozy
Onemocnění je obvykle fatální, prvním a typickým příznakem je intenzivní pruritus, v jehož důsledku se infikovaná zvířata olizují, odírají a okusují, často dochází k automutilaci. Onemocnění rychle progreduje, zvířata slábnou, objevují se křeče, výrazné hlasové projevy, neklid, skřípání zuby a rychlé povrchové dýchání. Při obrně hltanu z tlamy vytékají sliny a jazyk volně visí. Za 24-48 h. hynou.
Aujeszkyho choroba však může mít i tzv. tichou formu, kterou neprovází pruritus.

### Psi a kočky
U těchto druhů je průběh podobný jako u skotu - pruritus, paralýza hltanu, nadměrná salivace. Tyto příznaky připomínají vzteklinu. Úhyn nastává za 1-2 dny.

## Postmortální nález
Makroskopické změny jsou nevýrazné a nespecifické (rinitida, při sekundární bakteriální infekci edém, kongesce až konsolidace plic, nekrotická tonsilitida, pharyngitida, placentitida, nekrotická ložiska na játrech).
Histologicky se zjišťuje difúzní nehnisavá meningoencefalitida, degenerace neuronů, perivaskulární infiltrace, difúzní zmnožení glií v šedé i bílé hmotě mozkové. Dále nekrotická tonsilitida, bronchitida, bronchiolitida a alveolitida, fokální nekrózy v játrech, slezině, nadledvinách a mízních uzlinách. Patognomické jsou intranukleární inkluze v nervových buňkách, buňkách nosní sliznice, nosohltanu a tonsil.

## Diagnostika
Podezření na Aujeszkyho chorobu vzniká při hromadném onemocnění a hynutí sajících selat, u ostatních druhů při výskytu pruritu a příznaků připomínajících vzteklinu. Ve všech případech je však potřeba provést laboratorní vyšetření.
Vyšetřované vzorky
K vyšetření na Aujeszkyho chorobu se odebírají nosní výtěry intravitálně a mozek a tonsily postmortálně. Virus Aujeszkyho choroby se může nacházet také v plicích, slezině, játrech, ledvinách a mízních uzlinách. Pro sérogické vyšetření se odebírá krev, případně šťáva z masa.
Izolace a identifikace viru
Virus Aujeszkyho choroby je možné kultivovat na různých buněčných kulturách; nejčastěji se využívá linie PK-15 připravená z prasečích ledvin, na kterých vytváří cytopatický efekt. Identifikaci viru ve tkáních lze provést imunofluorescenčním či imunoperoxidázovým testem. Využívá se také PCR k průkazu virové DNA.
Sérologické vyšetření
K průkazu specifických protilátek proti viru Aujeszkyho choroby je možné využít neutralizační test, aglutinační test či ELISA test. Některé ELISA testy umožňují rozlišení postvakcinačních a postinfekčních protilátek.

## Diferenciální diagnostika
Od Aujeszkyho choroby je potřeba odlišit obrnu prasat, klasický a africký mor prasat, infekci hemaglutinujícím virem encefalomyelitidy prasat, streptokokovou meningoencefalitidu, influenzu, infekci Nipah virem, otravu solí, arzenem či olovem, hypoglykémii, kongenitální tremor, edémovou chorobu prasat, parvovirovou infekci či brucelózu u prasnic, leptospirózu, kolienterotoxemie, Glässerovu chorobu, vzteklinu a scrapie.

## Prevence
Terapie nemocných zvířat se neprovádí.
Preventivní opatření spočívají v ochraně chovu před zavlečením nákazy a ve vakcinaci prasat.
Ochrana před zavlečením nákazy
Základem je dodržování obecných protinákazových opatření v chovech: nákup zvířat ze zdravých chovů, uzavřený obrat stáda, turnusové zástavy, zoohygiena, DDD, neškodné odstraňování kadaverů, zabránění kontaktu domácích prasat s divokými apod. Masožravým a všežravým druhům nezkrmovat syrové maso prasat.
Imunoprofylaxe
Zvířata lze chránit vakcinací. U prasat jsou k dispozici živé atenuované i inaktivované vakcíny a také tzv. deletované vakcíny (gE-, gG-, gC-), které umožňují odlišit postinfekční protilátky od postvakcinačních. Tyto vakcíny se využívají v ozdravovacích programech. Vakcinace zabrání rozvoji klinických příznaků a snižuje vylučování viru, ovšem nezamezí vzniku latentního onemocnění. V České republice je vakcinace domácích prasat proti Aujeszkyho chorobě od r. 1988 zakázána.
Byly vyvinuty i inaktivované vakcíny proti Aujeszkyho chorobě u psů, avšak nebyly příliš účinné.(Pansaert a kol., 1980)

## Aujeszkyho choroba v České republice
Díky ozdravovacímu programu v chovech domácích prasat, který skončil na území dnešní České republiky 31. 12. 1987, je naše republika prostá Aujeszkyho choroby. V r. 2004 uznala náš stát prostý této nákazy i Evropská unie. Ovšem ACH stále představuje riziko pro naše chovy, jak se ukázalo v r. 2004, když se ACH objevila u prasnice v malochovu. Riziko představují také divoká prasata. Po namátkovém sérologickém vyšetření 42 divokých prasat bylo zjištěno 20 pozitivních vzorků (47,6 %) (Šatrán a kol., 2004[nedostupný zdroj]). Aujeszkyho choroba je proto zahrnuta do Metodiky kontroly zdraví zvířat Státní veterinární správy ČR.SVS ČR[nedostupný zdroj]
V červenci 2011 vydala Státní veterinární správa pokyn k zahájení sledování Aujeszkyho choroby u prasete divokého v ČR. Do pololetí roku 2012 bylo sérologicky na průkaz protilátek vyšetřeno zhruba 4,5 tisíce vzorků divočáků a z toho bylo 34 % pozitivních.
V prosinci 2012 diagnostikoval Státní veterinární ústav Olomouc případ Aujezskyho choroby u psa ze Severní Moravy. Jednalo se o sedmiletého amerického stafordšírského teriéra, který počátkem prosince na naháňce divokých prasat přišel do styku s divočáky.SVS ČR
V lednu 2020 se nemoc objevila na Moravě, kde došlo k nákaze loveckých psů (odkaz na web ČT24).